# Karoline von Schlotheim

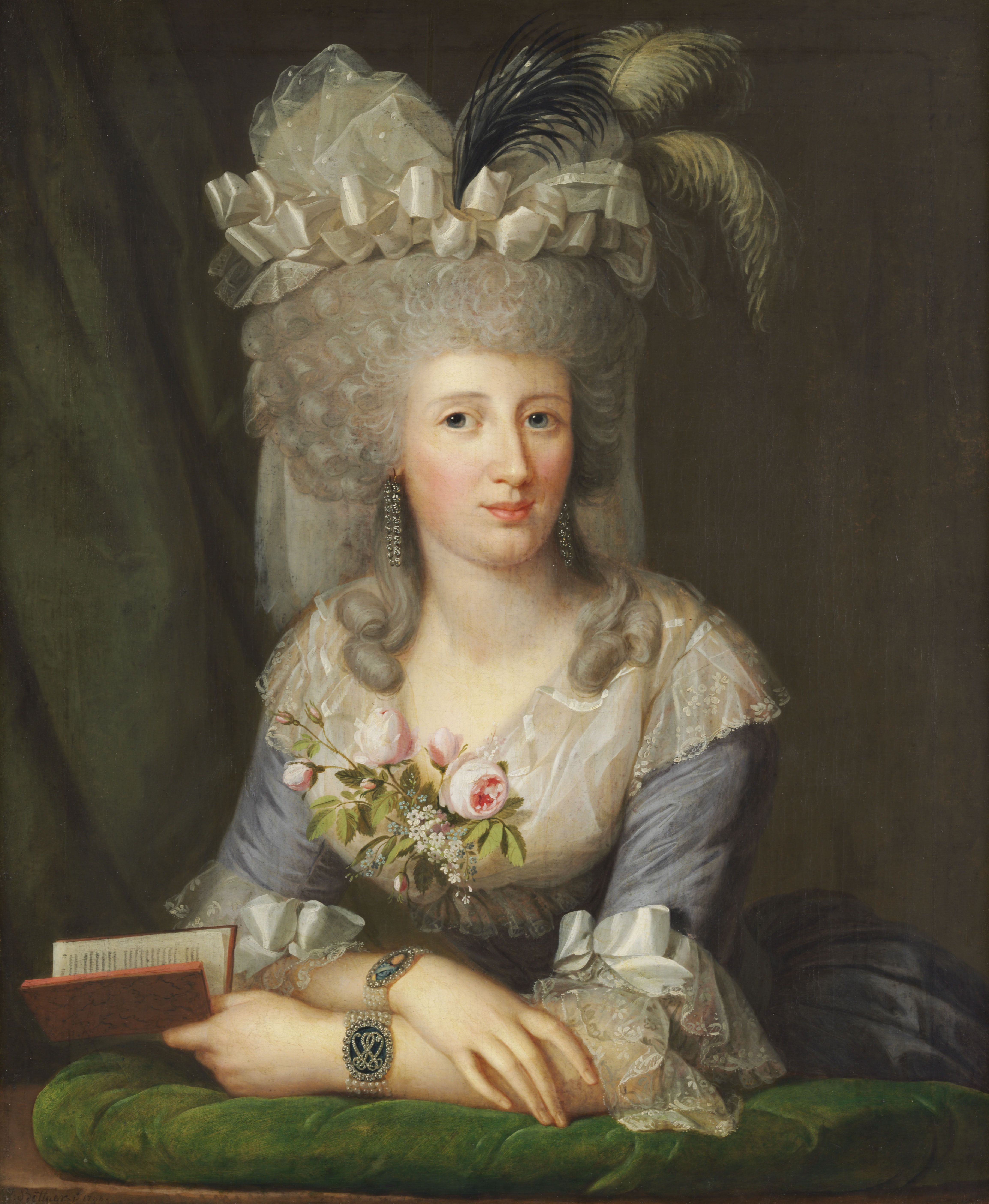
Karoline von Schlotheim 1788, Gemälde von Wilhelm Böttner

Karoline Albertine Julie von Schlotheim, ab 1788 Gräfin von Schlotheim, ab 1811 Gräfin von Hessenstein (* 6. Juli 1766 in Hörsten, Seevetal; † 7. Januar 1847 in Kassel) war die vierte und letzte Mätresse des Kurfürsten Wilhelm I. von Hessen-Kassel, mit der er 13 gemeinsame Kinder hatte.

## Leben
Sie war die Tochter des Generals Carl August von Schlotheim und dessen Frau Friederike Most, sowie Nichte des Generals Karl Wilhelm von Schlotheim und Patenkind von dessen Ehefrau Albertine, geb. von Kaufberg. Sie wurde vom Kurfürsten gegen ihren Willen entführt, floh, wurde von ihren Eltern dem Kurfürsten zurückgegeben und fügte sich später in die Beziehung. Sie hatte erheblichen, auch politischen Einfluss auf Wilhelm und die Entwicklung des Landes. Der Kurfürst verehrte Karoline so sehr, dass er für sie die Löwenburg bauen ließ. Karoline von Schlotheim begleitete Wilhelm I. ins Exil und lebte mit ihm 1807/1808 in Itzehoe.
Sie wurde am 14. Mai 1788 in den Reichsgrafenstand erhoben mit der Anrede „Hoch- und Wohlgeboren“. Am 2. Mai 1811 folgte die Namensänderung in Gräfin von Hessenstein, einen Titel, den auch alle Kinder aus ihrer Verbindung mit dem Kurfürsten erhielten. Namensgebend war dabei die Herrschaft Hessenstein in Holstein.

## Kinder
Der Kurfürst und sie hatten 13 gemeinsame Kinder:
1. Wilhelm Friedrich (* 23. Juni 1789; † 26. April 1790)
2. Wilhelm Karl (* 19. Mai 1790; † 22. März 1867), Domherr zu Minden, Halberstadt und Cammin, mecklenburg-schwerinischer Wirklicher Geheimer Rat, ⚭ Gräfin Angelika von der Osten-Sacken
3. Ferdinand (* 19. Mai 1791; † 15. Dezember 1794)
4. Karoline Frederike Auguste (* 9. Juni 1792; † 21. August 1797)
5. Auguste Wilhelmine (* 22. August 1793; † 1. Juni 1795)
6. Louis Karl (* 11. August 1794; † 17. November 1857), preußischer Kammerherr, ⚭ 1818 Gräfin Auguste Wilhelmine von Pückler-Groditz (* 21. September 1794; † 8. November 1861)
7. Friederike Auguste (* 16. Oktober 1795; † 13. September 1845), ⚭ Wilhelm von Steuber († 6. Juli 1845)
8. Wilhelm Ludwig Georg (* 28. Juli 1800; † 16. Januar 1836), kurhessischer Kammerherr, ⚭ 1. Luise von dem Bussche-Hünnefeld (* 27. März 1804; † 21. Mai 1829); 2. Karoline Wolff von Gudenberg (* 11. Februar 1812; † 20. August 1836)
9. Friedrich Ludwig (* 8. Februar 1803; † 8. September 1805)
10. Karoline (* 16. Februar 1804; † 18. März 1891), ⚭ 1822 Carl von Stenglin (* 12. August 1791; † 15. März 1871)
11. unbekannt
12. unbekannt
13. unbekannter Sohn (* 1807 in Itzehoe)